# Ker-Frisbie-Doktrin
Die Ker-Frisbie-Doktrin, in jüngerer Zeit gelegentlich auch als Ker-Frisbie-Alvarez-Doktrin bezeichnet, ist ein in den USA geltender juristischer Grundsatz, der durch die Rechtsprechung des Obersten Gerichtshofs der Vereinigten Staaten etabliert wurde und die Umstände der Überstellung von Personen, bei denen der Verdacht einer Straftat vorliegt, an das für sie zuständige Gericht betrifft. Sie besagt, dass Verdächtige auch dann vor amerikanischen Gerichten angeklagt werden dürfen, wenn sie nicht rechtmäßig ausgeliefert wurden, sondern durch eine gewaltsame Entführung in den Zuständigkeitsbereich des Gerichts gelangt sind.

## Rechtsgrundlagen
Die erste der für die Ker-Frisbie-Doktrin relevanten und namensgebenden Entscheidungen des Obersten Gerichtshofs war Ker v. Illinois (119 U.S. 436) aus dem Jahr 1886, die eine Klage zur Rechtssicherheit eines aus Peru entführten Angeklagten zum Inhalt hatte. Dem folgte 1952 das Urteil Frisbie v. Collins (342 U.S. 519), welchem der Fall eines Angeklagten zugrunde lag, der aus Chicago im US-Bundesstaat Illinois nach Michigan entführt und dort vor Gericht gestellt wurde. Der Oberste Gerichtshof fand in beiden Fällen weder in den Verfassung der Vereinigten Staaten noch in anderen Gesetzen oder, im Rahmen der Entscheidung Ker v. Illinois, in dem mit Peru bestehenden Auslieferungsabkommen eine Grundlage dafür, dass eine gewaltsame Entführung ein ausreichender Grund sei, warum ein Angeklagter sich nicht einem rechtmäßigen Verfahren vor einem zuständigen Gericht stellen müsse, wenn er in dessen Jurisdiktion gelangt sei.
Mit dem Urteil United States v. Alvarez-Machain (504 U.S. 655) aus dem Jahr 1992, das die Entführung eines mexikanischen Arztes betraf, der wegen Beteiligung an der Ermordung eines Mitarbeiters der amerikanischen Drug Enforcement Administration in den USA angeklagt wurde, bestätigte der Oberste Gerichtshof seine vorherige Rechtsprechung und damit die Gültigkeit der Ker-Frisbie-Doktrin. Das Gericht befand insbesondere, dass keine Verletzung des Auslieferungsabkommens mit Mexiko vorlag, da weder dessen Bestimmungen noch seine Entstehungsgeschichte oder die Praxis seiner Umsetzung die Annahme eines Verbots von Entführungen stützen würden.